# Champtauroz
Champtauroz (/ʃãtɔʀɔ/ ou /ʃãtɔʀo/) est une commune suisse du canton de Vaud, située dans le district de la Broye-Vully. Citée dès 1228, elle fait partie du district de Payerne de 1803 à 2007. La commune est peuplée de 169 habitants en 2022. Son territoire, d'une surface de 303 hectares, se trouve sur les collines entre le lac de Neuchâtel et la vallée de la Broye.

## Histoire
Une première mention du nom du village apparaît en 1228 dans le registre paroissial de l'évêché de Lausanne sous le nom de Chantuoro. Son origine étymologique proviendrait de canto, signifiant blanc, et duron, signifiant château. En 1285, l'église est devenue une filiale de Saint-Martin-du-Chêne et en 1453, la paroisse n'avait plus qu'une chapelle qui dépendait du prieuré de Lutry. Durant la période bernoise, la mayorie de la commune appartient notamment aux familles Pidoux et Chevalley, reconnues par leurs éminences de Berne.
En 1840, l'église du village est adaptée pour devenir une école, où l'enseignement primaire sera prodigué jusqu'en 1972. Pour les réformés, un temple est bâti en 1900 et pourvu de vitraux 77 ans plus tard.

### Héraldique
| Blason de Champtauroz | Blason  | Coupé de gueules au château d'argent, et d'argent plain |
| Blason de Champtauroz | Détails | Les armoiries de la commune reprennent celles de Lutry avec l'ajout d'un château en référence aux origines du nom de la commune. Les armoiries de la commune sont adoptées et approuvées par le canton de Vaud en 1927. |

## Géographie
La surface totale de la commune de Champtauroz représente 303 hectares qui se décomposent en : 15 ha de surfaces d'habitats et d'infrastructures, 228 ha de surfaces agricoles, 59 ha de surfaces boisées et enfin 1 ha de surfaces improductives (lacs et cours d'eau par exemple). Dans le détail en 2005, les aires industrielles et artisanales représentent moins de 1 % du territoire communal, les maisons et bâtiments 1,98 %, les routes et infrastructures de transport 2,31 %, les zones agricoles 62,71 % et les zones arboricoles et viticoles moins de 1 %[réf. nécessaire].
Jusqu'à sa dissolution, la commune faisait partie du district de Payerne. Depuis le 1er janvier 2008, elle fait partie du nouveau district de la Broye-Vully. Elle a des frontières communes avec Treytorrens (Payerne), Valbroye, Démoret, Chêne-Pâquier et Chavannes-le-Chêne dans le canton de Vaud, ainsi qu'avec l'enclave fribourgeoise de Vuissens.
Le territoire communal se situe sur le plateau suisse, sur les collines entre le lac de Neuchâtel et la vallée de la Broye. À l'est de la commune se trouve la vallée supérieure de la Petite Glâne ainsi que le Bois de la Chaux. Au sud se trouve la colline boisée de Gransou à 712 mètres d'altitude, alors que l'ouest de la commune monte jusqu'à la colline du Haut du Mont (728 mètres d'altitude) jusqu'à la source du ruisseau des Vaux, un affluent de la Mentue. Le point culminant de la commune se trouve au sommet du Bois du Mont, à 731 mètres d'altitude.
En plus du village de Champtauroz, la commune compte également le hameau du Pontet ainsi que plusieurs exploitations agricoles isolées.

## Toponymie
Le nom de la commune, qui se prononce /ʃãtɔʀɔ/ ou /ʃãtɔʀo/, est d'origine celtique. Il dérive probablement de *canto (blanc) et de dŭrōn (porte).

## Population

### Gentilé et surnoms
Les habitants de la commune se nomment les Champtauriens.
Ils sont surnommés les Grosses-Têtes, les Maures (soit les chevaux de labour) et les Martiens.

### Démographie
Champtauroz compte 169 habitants en 2022. Sa densité de population atteint 55 hab./km2.
En 2000, la population de Champtauroz est composée de 52 hommes (49,5 %) et 53 femmes (50,5 %). La langue la plus parlée est le français, avec 100 personnes (95 %). La deuxième langue est l'allemand (3 habitants ou 2,9 % de la population). Il y a 103 personnes suisses (98 %) et 2 personnes étrangères (2 %). Sur le plan religieux, la communauté protestante est la plus importante avec 75 personnes (71,4 %), suivie des catholiques (16 paroissiens ou 15,2 % de la population). 10 personnes (9,5 %) n'ont aucune appartenance religieuse.
La population de Champtauroz est de 216 habitants en 1850. Elle est stable pendant 20 ans puis baisse progressivement jusqu'à 95 habitants en 1980. Le nombre d'habitants atteint 121 en 2010. Le graphique suivant résume l'évolution de la population de Champtauroz entre 1850 et 2010 :

## Politique
Lors des élections fédérales suisses de 2011, la commune a voté à 30,03 % pour l'Union démocratique du centre. Les deux partis suivants furent le Parti socialiste suisse avec 24,44 % des suffrages et le Parti libéral-radical avec 16,20 %.	
Lors des élections cantonales au Grand Conseil de mars 2011, les habitants de la commune ont voté pour le Parti socialiste à 30,52 %, le Parti bourgeois démocratique et les Vert'libéraux à 24,03 %, l'Union démocratique du centre à 20,45 %, le Parti libéral-radical à 19,48 % et les Verts à 5,52 %.
Sur le plan communal, Champtauroz est dirigé par une municipalité formée de 5 membres et dirigée par un syndic pour l'exécutif et un Conseil général dirigé par un président et secondé par un secrétaire pour le législatif.

## Économie
Jusqu'au milieu du XXe siècle, l'économie locale était très largement basée sur l'agriculture, l'arboriculture fruitière et l'élevage qui représentent encore de nos jours une part très importante des emplois locaux. La commune abrite également une fromagerie ainsi que plusieurs petites entreprises locales industrielles ou de services.

## Transports
Au niveau des transports en commun, Champtauroz fait partie des communautés tarifaires vaudoise (Mobilis) et fribourgeoise (Frimobil). Le bus CarPostal reliant Payerne à Thierrens et celui des Transports publics fribourgeois faisant le parcours Estavayer-le-Lac-Vuissens-Estavayer-le-Lac s'arrêtent dans la commune. Le village est aussi desservi par les bus sur appel Publicar, qui sont un service de CarPostal.

## Sources
- (de) Cet article est partiellement ou en totalité issu de l’article de Wikipédia en allemand intitulé « Champtauroz » (voir la liste des auteurs).